# Classe Mini Yacht
La classe Mini Yacht ou Kart à voile, est une catégorie de char à voile qui doit répondre aux critères suivants : les 3 points de contacts des pneus au sol entrent dans un périmètre de 5,60 mètres maximum, les roues ne doivent pas dépasser 400 mm de diamètre, le mât est de section ronde. La surface de voilure est libre.
Cette classe de char à voile fait son apparition en 2012, lors des 13e championnats du monde de char à voile 2012 de Cherrueix dans le département d'Ille-et-Vilaine. Les hommes et les femmes courent dans cette catégorie. 
Les premier médaillés d'or de cette catégorie sont l'allemand Sven Kraja et la française Marie Clouet,.

## Spécifications du char à voile
L'international sailing and racing rules (ISRR) définit les spécifications ci-dessous.
- Le char à voile assemblé doit entrer dans une boucle continue de corde/cable de 5,60 m de long et d’un diamètre de 4mm minimum.
- Le Miniyacht Sport doit être mesuré sur un sol dur, de niveau, avec un cable/corde de mesure enroulé autour de l’extérieur des points de contact de chaque roue et le sol .
- Toutes les jantes du Miniyacht Sport doivent sans exception être reconnues comme de type « roue de brouette ».
- La taille maximum du pneu est 4.80/400x8 et la jante équipée d’un pneu gonflé fermement doit avoir une taille maximum de 400mm et une largeur maximum de 100mm.
- Le mât doit être fait de tube de section circulaire ; aucune section en forme d’aile.
- La voile doit pouvoir tourner librement autour du mât munie d’un fourreau de mât qui sera construit de tissus à voile sans aucun raidisseur, dispositif de mise en forme ou support.
- La bôme gréée sur la voile doit dépasser derrière la tête du pilote. La voile complètement bordée et le pilote face à la route, la bôme doit passer librement au dessus de la tête du pilote casqué.
- Le pilote doit à tout moment avoir une vision sans obstruction vers l’avant et aucune partie du char ou de la voile – mis à part le mât- ne devra obstruer la vision vers l’avant du pilote.
- Un Miniyacht Sport doit être muni d’un frein efficace .

Pour mémoire : Les roues doivent être du même type que celles utilisées dans la Classe Promo et que la roue avant de la Classe Standart. Le câble de mesure Miniyacht « Suisse » est l’instrument de mesure officiel et par défaut de la FISLY.

## Autres classes de char à voile
- Classe Standart
- Classe 2
- Classe 3
- Classe 5
- Classe 7
- Classe 8